# Cvetan Atanasov
Cvetan Slavev Atanasov (in bulgaro Цветан Славев Атанасов?, traslitterazione anglosassone: Tsvetan Slavev Atanasov; Herakovo, 10 aprile 1948) è un ex calciatore bulgaro, di ruolo centrocampista.

## Carriera

### Club
Tra il 1966 ed il 1976 ha giocato solo con il CSKA Sofia, giocando 231 partite e segnando 36 reti.

### Nazionale
Ha giocato 9 partite con la Nazionale bulgara, segnando 2 goal.

## Palmarès
- Campionato bulgaro: 7

CSKA Sofia: 1965-1966, 1968-1969, 1970-1971, 1971-1972, 1972-1973, 1974-1975, 1975-1976
- Coppa di Bulgaria: 4

CSKA Sofia: 1968-1969, 1971-1972, 1972-1973, 1973-1974